# Thecla portoena
Thecla portoena är en fjärilsart som beskrevs av Clench 1945. Thecla portoena ingår i släktet Thecla och familjen juvelvingar. Inga underarter finns listade i Catalogue of Life.